# Box-office France 2022
Cet article présente le box-office en France au cours de l'année 2022.

## Historique
- Si vous ne connaissez pas le sujet, laissez ce bandeau (vous pouvez alors contacter les auteurs).
- Si vous supprimez le contenu mis en cause (vous pouvez préalablement contacter les auteurs),

argumentez précisément cette suppression dans la page de discussion
(un manque de référence n'est pas un argument ; une recherche réelle de référence doit avoir été effectuée, être formellement documentée).
En raison de la pandémie de Covid-19, la fréquentation des cinémas a fortement diminué, s'élevant à 152 millions de spectateurs au cours de l'année. L'été 2022 engrange même moins d'entrées que l'été 2021, où existait pourtant le passe sanitaire. La rentrée de septembre est la pire depuis celle de 1980. Au terme de l'année, le haut du box-office ne comprend que de grosses productions hollywoodiennes et aucun film français n'est parvenu à se classer dans les dix meilleurs résultats, ce qui n'était pas arrivé depuis l'« année noire » 1989. Fin décembre, le plus grand succès français est ainsi Qu'est-ce qu'on a tous fait au Bon Dieu ?, en onzième position avec 2,4 millions d’entrées. Le classement évolue ensuite avec les entrées cumulées par certains films en 2023.
Le nombre de sorties américaines a fortement diminué en comparaison aux années pré-Covid : à peine une centaine de films distribués en salles en 2022 contre 170 en 2019 et 174 en 2018. De nombreux films d'auteur ou des films du milieu britannique ou américain sont désormais diffusés sur les plateformes et l'on voit l'érosion du public en salles pour ce genre de films malgré un socle cinéphile solide, sous la barre du demi-million d'entrées : The Woman King (439 000 entrées), Les Banshees d'Inisherin (415 000), Nightmare Alley (413 000), Armageddon Time (395 000), Le Menu (371 000), Licorice Pizza (369 000), The Northman (363 000), Everything Everywhere All At Once (355 000), Don't Worry Darling (345 000), La Ruse (288 000), Belfast (262 000), Amsterdam (238 000)...
Si les chiffres sont moins élevés que les années pré-Covid, les films présentés au Festival de Cannes rencontrent un succès relatif par rapport aux films non sélectionnés par Thierry Frémaux : évidemment, l'immense succès de Top Gun : Maverick (6 676 052 entrées), le carton de Novembre (2 393 484), la belle performance d'Elvis de Baz Luhrmann (1 204 686), le retour de Nicolas Bedos avec Mascarade (856 156), les succès surprise de L'Innocent de Louis Garrel (725 719), Sans filtre de Ruben Östlund (569 712), La Nuit du 12 de Dominik Moll (535 745), Revoir Paris d'Alice Winocour (532 205) et de La Conspiration du Caire de Tarik Saleh (520 829), mais aussi les petits succès d'autres films comme As Bestas de Rodrigo Sorogoyen (327 386), Chronique d'une liaison passagère d'Emmanuel Mouret (326 484), Decision to leave de Park Chan-wook (303 187), Les Amandiers de Valeria Bruni Tedeschi (213 935), Close de Lukas Dhont (207 250), Les Bonnes étoiles d'Hirokazu Kore Eda (206 765), Eo de Jerzy Skolimowski (138 450), Leila et ses frères de Saeed Roustayi (121 167), Les Huit montagnes de Felix Van Groeningen et Charlotte Vandermeersch (118 928), Godland de Hlynur Pálmason (115 406), Joyland de Saim Sadiq (115 009) ou encore Les Nuits de Mashhad d'Ali Abbasi (98 672).

## Films sortis en 2022 ayant dépassé 1 000 000 spectateurs
| Class. | Titre                                                | Pays                            | Réalisateur                                | Box-Office France |
| ------ | ---------------------------------------------------- | ------------------------------- | ------------------------------------------ | ----------------- |
| 1      | Avatar : La Voie de l'eau                            |                                 | James Cameron                              | 14 000 537        |
| 2      | Top Gun : Maverick                                   | Joseph Kosinski                 | 6 676 071                                  |                   |
| 3      | Les Minions 2 : Il était une fois Gru                |                                 | Kyle Balda                                 | 3 962 359         |
| 4      | Black Panther: Wakanda Forever                       |                                 | Ryan Coogler                               | 3 743 149         |
| 5      | Jurassic World : Le Monde d'après                    | Colin Trevorrow                 | 3 552 448                                  |                   |
| 6      | Doctor Strange in the Multiverse of Madness          | Sam Raimi                       | 3 391 204                                  |                   |
| 7      | Le Chat potté 2 : La Dernière Quête                  | Joel Crawford et Januel Mercado | 3 052 609                                  |                   |
| 8      | The Batman                                           | Matt Reeves                     | 3 041 730                                  |                   |
| 9      | Thor: Love and Thunder                               | Taika Waititi                   | 2 943 419                                  |                   |
| 10     | Les Animaux fantastiques : Les Secrets de Dumbledore |                                 | David Yates                                | 2 752 361         |
| 11     | Uncharted                                            |                                 | Ruben Fleischer                            | 2 514 261         |
| 12     | Simone, le voyage du siècle                          |                                 | Olivier Dahan                              | 2 505 787         |
| 13     | Qu'est-ce qu'on a tous fait au Bon Dieu ?            | Philippe de Chauveron           | 2 453 585                                  |                   |
| 14     | Novembre                                             | Cédric Jimenez                  | 2 393 484                                  |                   |
| 15     | Sonic 2, le film                                     |                                 | Jeff Fowler                                | 2 236 393         |
| 16     | Black Adam                                           |                                 | Jaume Collet-Serra                         | 2 071 225         |
| 17     | Maison de retraite                                   |                                 | Thomas Gilou                               | 2 046 074         |
| 18     | Super-héros malgré lui                               | Philippe Lacheau                | 1 835 528                                  |                   |
| 19     | Bullet Train                                         |                                 | David Leitch                               | 1 560 111         |
| 20     | Buzz l'Éclair                                        |                                 | Angus MacLane                              | 1 547 047         |
| 21     | En corps                                             |                                 | Cédric Klapisch                            | 1 400 714         |
| 22     | Vaillante                                            |                                 | Laurent Zeitoun et Theodore Ty             | 1 353 365         |
| 23     | Smile                                                |                                 | Parker Finn                                | 1 222 333         |
| 24     | Elvis                                                |                                 | Baz Luhrmann                               | 1 204 686         |
| 25     | Krypto et les Super-Animaux                          |                                 | Jared Stern et John Whittington            | 1 157 706         |
| 26     | Ducobu Président !                                   |                                 | Élie Semoun                                | 1 134 083         |
| 27     | Les Bad Guys                                         | Drapeau des États-Unis          | Pierre Perifel                             | 1 122 875         |
| 28     | Samouraï Academy                                     |                                 | Rob Minkoff, Mark Koestier et Chris Bailey | 1 000 187         |

## Films sortis en 2022 ayant dépassé 500 000 spectateurs
| Class. | Titre                                       | Pays                                     | Réalisateur                            | Box-Office France |
| ------ | ------------------------------------------- | ---------------------------------------- | -------------------------------------- | ----------------- |
| 29     | One Piece Film: Red                         |                                          | Gorō Taniguchi                         | 979 675           |
| 30     | Menteur                                     |                                          | Olivier Baroux                         | 934 163           |
| 31     | Le Nouveau Jouet                            | James Huth                               | 903 309                                |                   |
| 32     | Mort sur le Nil                             |                                          | Kenneth Branagh                        | 870 902           |
| 33     | Mascarade                                   |                                          | Nicolas Bedos                          | 856 156           |
| 34     | Notre-Dame brûle                            |                                          | Jean-Jacques Annaud                    | 814 706           |
| 35     | Goliath                                     |                                          | Frédéric Tellier                       | 787 100           |
| 36     | Morbius                                     |                                          | Daniel Espinosa                        | 775 135           |
| 37     | Irréductible                                |                                          | Jérôme Commandeur                      | 760 673           |
| 38     | Adieu monsieur Haffmann                     | Fred Cavayé                              | 745 704                                |                   |
| 39     | Couleurs de l'incendie                      | Clovis Cornillac                         | 742 080                                |                   |
| 40     | Les SEGPA                                   | Hakim et Ali Bougheraba                  | 731 166                                |                   |
| 41     | L'Innocent                                  | Louis Garrel                             | 725 806                                |                   |
| 42     | Tempête                                     | Christian Duguay                         | 710 608                                |                   |
| 43     | Jack Mimoun et les secrets de Val Verde     | Malik Bentalha et Ludovic Colbeau-Justin | 659 844                                |                   |
| 44     | Le Secret de la Cité perdue                 |                                          | Aaron et Adam Nee                      | 653 993           |
| 45     | Le Royaume des étoiles                      |                                          | Ali Samadi Ahadi                       | 609 938           |
| 46     | Kompromat                                   |                                          | Jérôme Salle                           | 603 911           |
| 47     | Belle et Sébastien : Nouvelle Génération    | Pierre Coré                              | 595 200                                |                   |
| 48     | Sans filtre                                 |                                          | Ruben Östlund                          | 572 374           |
| 49     | Avatar (ressortie remasterisée)             |                                          | James Cameron                          | 564 979           |
| 50     | Permis de construire                        |                                          | Éric Fraticelli                        | 562 816           |
| 51     | En attendant Bojangles                      |                                          | Régis Roinsard                         | 559 850           |
| 52     | Maigret                                     | Patrice Leconte                          | 545 721                                |                   |
| 53     | La Nuit du 12                               | Dominik Moll                             | 545 295                                |                   |
| 54     | Plancha                                     |                                          | Éric Lavaine                           | 544 396           |
| 55     | Scream                                      |                                          | Tyler Gillett et Matt Bettinelli-Olpin | 539 851           |
| 56     | Revoir Paris                                |                                          | Alice Winocour                         | 532 205           |
| 57     | Jujutsu Kaisen 0                            |                                          | Sunghoo Park                           | 529 828           |
| 58     | La Conspiration du Caire                    |                                          | Tarik Saleh                            | 520 943           |
| 59     | Nope                                        |                                          | Jordan Peele                           | 518 100           |
| 60     | Enzo le Croco                               | Josh Gordon et Will Speck                | 516 168                                |                   |
| 61     | Tad l'explorateur et la table d'émeraude    |                                          | Enrique Gato                           | 514 894           |
| 62     | Ernest et Célestine : Le Voyage en Charabie |                                          | Julien Chheng et Jean-Christophe Roger | 513 548           |

## Records par semaine
|             | Titre                     | Pays      | Réalisateur     | Entrées   |
| ----------- | ------------------------- | --------- | --------------- | --------- |
| 1re semaine | Avatar : La Voie de l'eau |           | James Cameron   | 2 739 848 |
| 2e semaine  | Avatar : La Voie de l'eau | 3 010 310 | James Cameron   |           |
| 3e semaine  | Avatar : La Voie de l'eau | 2 943 711 | James Cameron   |           |
| 4e semaine  | Avatar : La Voie de l'eau | 1 632 499 | James Cameron   |           |
| 5e semaine  | Avatar : La Voie de l'eau | 1 126 548 | James Cameron   |           |
| 6e semaine  | Avatar : La Voie de l'eau | 719 221   | James Cameron   |           |
| 7e semaine  | Avatar : La Voie de l'eau | 514 002   | James Cameron   |           |
| 8e semaine  | Avatar : La Voie de l'eau | 382 038   | James Cameron   |           |
| 9e semaine  | Avatar : La Voie de l'eau | 298 132   | James Cameron   |           |
| 10e semaine | Avatar : La Voie de l'eau | 228 897   | James Cameron   |           |
| 11e semaine | Avatar : La Voie de l'eau | 185 742   | James Cameron   |           |
| 12e semaine | Top Gun : Maverick        |           | Joseph Kosinski | 180 658   |
| 13e semaine | Top Gun : Maverick        | 175 191   | Joseph Kosinski |           |
| 14e semaine | Top Gun : Maverick        | 118 577   | Joseph Kosinski |           |
| 15e semaine | Top Gun : Maverick        | 77 885    | Joseph Kosinski |           |
| 16e semaine | Top Gun : Maverick        | 65 680    | Joseph Kosinski |           |
| 17e semaine | Top Gun : Maverick        | 59 367    | Joseph Kosinski |           |
| 18e semaine | Top Gun : Maverick        | 42 290    | Joseph Kosinski |           |
| 19e semaine | Top Gun : Maverick        | 35 837    | Joseph Kosinski |           |

## Total des entrées
| Mois         | Entrées         |
| ------------ | --------------- |
| Janvier      | 10,66 millions  |
| Février      | 13,01 millions  |
| Mars         | 13,36 millions  |
| Avril        | 13,72 millions  |
| Mai          | 11,21 millions  |
| Juin         | 11,16 millions  |
| Juillet      | 13,72 millions  |
| Août         | 10,49 millions  |
| Septembre    | 7,52 millions   |
| Octobre      | 14,35 millions  |
| Novembre     | 14,78 millions  |
| Décembre     | 17,98 millions  |
| Total annuel | 151,97 millions |

## Box-office par semaine
| #  | Date (à partir du) | Film no 1                                            | Pays                   | Entrées   |
| -- | ------------------ | ---------------------------------------------------- | ---------------------- | --------- |
| 1  | 5 janvier 2022     | Spider-Man: No Way Home                              |                        | 516 117   |
| 2  | 12 janvier 2022    | Spider-Man: No Way Home                              | 310 286                |           |
| 3  | 19 janvier 2022    | Spider-Man: No Way Home                              | 208 524                |           |
| 4  | 26 janvier 2022    | Presque                                              |                        | 151 276   |
| 5  | 2 février 2022     | Super-héros malgré lui                               |                        | 576 138   |
| 6  | 9 février 2022     | Super-héros malgré lui                               | 482 265                |           |
| 7  | 16 février 2022    | Uncharted                                            |                        | 955 650   |
| 8  | 23 février 2022    | Uncharted                                            | 551 715                |           |
| 9  | 2 mars 2022        | The Batman                                           | 1 165 588              |           |
| 10 | 9 mars 2022        | The Batman                                           | 635 144                |           |
| 11 | 16 mars 2022       | The Batman                                           | 607 350                |           |
| 12 | 23 mars 2022       | The Batman                                           | 237 474                |           |
| 13 | 30 mars 2022       | Sonic 2, le film                                     | 749 372                |           |
| 14 | 6 avril 2022       | Qu'est-ce qu'on a tous fait au Bon Dieu ?            |                        | 874 683   |
| 15 | 13 avril 2022      | Les Animaux fantastiques : Les Secrets de Dumbledore |                        | 1 132 062 |
| 16 | 20 avril 2022      | Les Animaux fantastiques : Les Secrets de Dumbledore | 719 811                |           |
| 17 | 27 avril 2022      | Les Animaux fantastiques : Les Secrets de Dumbledore | 377 762                |           |
| 18 | 4 mai 2022         | Doctor Strange in the Multiverse of Madness          |                        | 1 438 287 |
| 19 | 11 mai 2022        | Doctor Strange in the Multiverse of Madness          | 614 958                |           |
| 20 | 18 mai 2022        | Doctor Strange in the Multiverse of Madness          | 374 405                |           |
| 21 | 25 mai 2022        | Top Gun : Maverick                                   | 1 529 608              |           |
| 22 | 1 juin 2022        | Top Gun : Maverick                                   | 1 188 176              |           |
| 23 | 8 juin 2022        | Jurassic World : Le Monde d'après                    | 1 299 065              |           |
| 24 | 15 juin 2022       | Jurassic World : Le Monde d'après                    | 627 968                |           |
| 25 | 22 juin 2022       | Buzz l'Éclair                                        | 482 715                |           |
| 26 | 29 juin 2022       | Top Gun : Maverick                                   | 537 878                |           |
| 27 | 6 juillet 2022     | Les Minions 2 : Il était une fois Gru                |                        | 1 360 765 |
| 28 | 13 juillet 2022    | Thor: Love and Thunder                               |                        | 1 150 926 |
| 29 | 20 juillet 2022    | Thor: Love and Thunder                               | 573 326                |           |
| 30 | 27 juillet 2022    | Thor: Love and Thunder                               | 404 765                |           |
| 31 | 3 août 2022        | Bullet Train                                         |                        | 460 136   |
| 32 | 10 août 2022       | One Piece Film: Red                                  |                        | 575 182   |
| 33 | 17 août 2022       | Bullet Train                                         |                        | 249 658   |
| 34 | 24 août 2022       | Tad l'explorateur et la table d'émeraude             |                        | 204 164   |
| 35 | 31 août 2022       | Everything Everywhere All at Once                    |                        | 132 121   |
| 36 | 7 septembre 2022   | Kompromat                                            |                        | 205 447   |
| 37 | 14 septembre 2022  | Kompromat                                            | Drapeau de la France   | 136 417   |
| 38 | 21 septembre 2022  | Avatar (ressortie remasterisée)                      | Drapeau des États-Unis | 335 539   |
| 39 | 28 septembre 2022  | Avatar (ressortie remasterisée)                      | Drapeau des États-Unis | 229 620   |
| 40 | 5 octobre 2022     | Novembre                                             | Drapeau de la France   | 592 681   |
| 41 | 12 octobre 2022    | Simone, le voyage du siècle                          | Drapeau de la France   | 486 242   |
| 42 | 19 octobre 2022    | Black Adam                                           | Drapeau des États-Unis | 713 308   |
| 43 | 26 octobre 2022    | Black Adam                                           | Drapeau des États-Unis | 657 103   |
| 44 | 2 novembre 2022    | Black Adam                                           | Drapeau des États-Unis | 400 433   |
| 45 | 9 novembre 2022    | Black Panther: Wakanda Forever                       | Drapeau des États-Unis | 1 692 183 |
| 46 | 16 novembre 2022   | Black Panther: Wakanda Forever                       | Drapeau des États-Unis | 725 543   |
| 47 | 23 novembre 2022   | Black Panther: Wakanda Forever                       | Drapeau des États-Unis | 392 564   |
| 48 | 30 novembre 2022   | Black Panther: Wakanda Forever                       | Drapeau des États-Unis | 241 476   |
| 49 | 7 décembre 2022    | Le Chat potté 2 : La Dernière Quête                  | Drapeau des États-Unis | 495 040   |
| 50 | 14 décembre 2022   | Avatar : La Voie de l'eau                            | Drapeau des États-Unis | 2 739 848 |
| 51 | 21 décembre 2022   | Avatar : La Voie de l'eau                            | Drapeau des États-Unis | 3 010 310 |
| 52 | 28 décembre 2022   | Avatar : La Voie de l'eau                            | Drapeau des États-Unis | 2 943 711 |